# 拜谢尼瑟格
拜谢尼瑟格，是匈牙利亚斯-瑙吉孔-索尔诺克州所辖的一个村，总面积138.08平方公里，总人口3432，人口密度24.9人/平方公里（2010年1月1日）。